# كارولينا (رود آيلاند)
كارولينا (بالإنجليزية: Carolina, Rhode Island)‏ هي أماكن مخصصة للتعداد تقع في الولايات المتحدة في رود آيلاند.